# Parafia Ewangelicko-Augsburska w Ostródzie
Parafia Ewangelicko-Augsburska w Ostródzie – luterańska parafia w Ostródzie, należąca do diecezji mazurskiej. Siedziba parafii mieści się przy ulicy Olsztyńskiej w gmachu dawnego sądu. Posiada kościoły filialne w Łęgutach i Pasłęku oraz kaplice w Iławie i Morągu. W 2016 parafia liczyła około 300 wiernych.

## Historia

### Ostróda

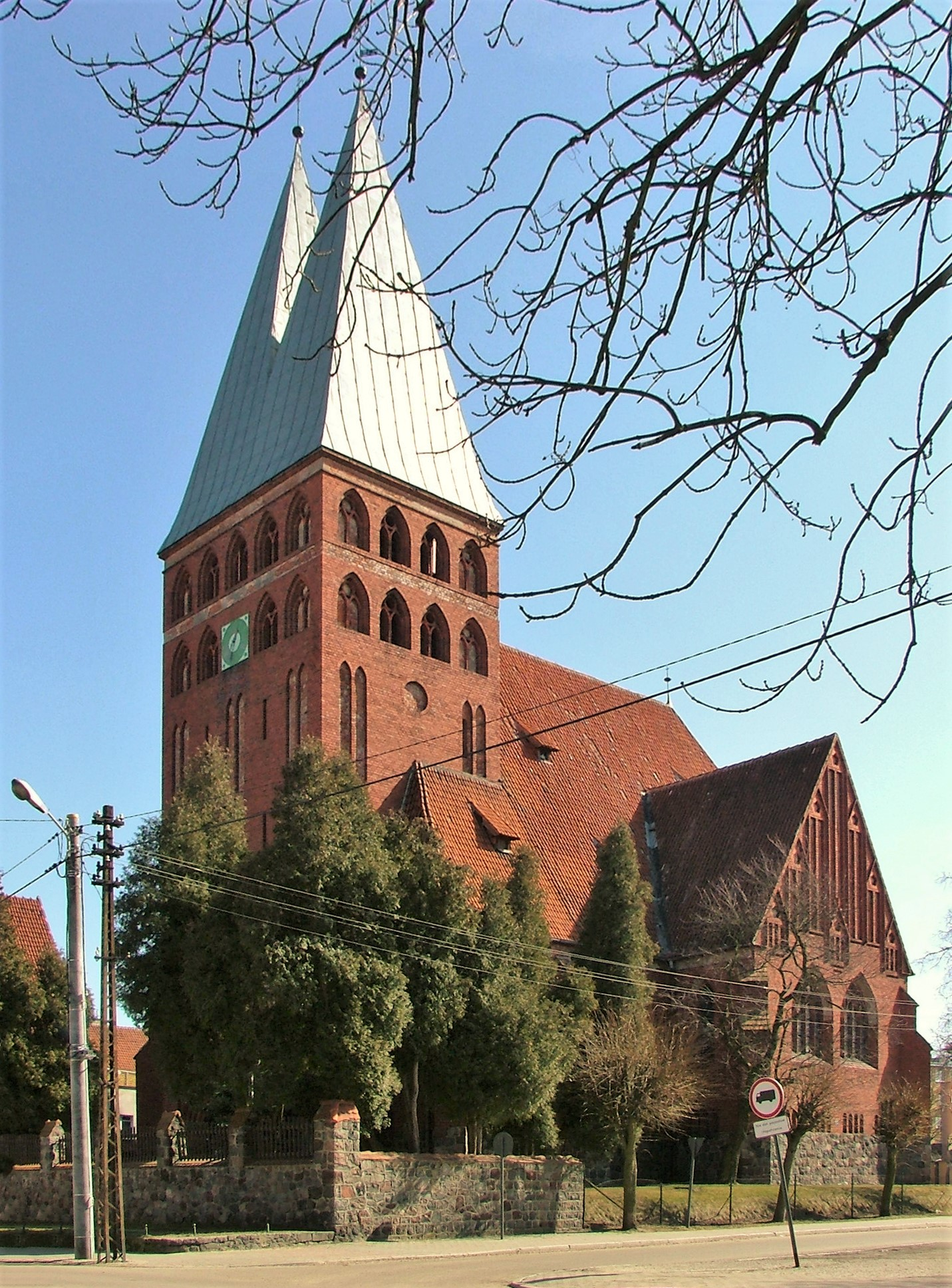
Kościół ewangelicki w Ostródzie

Luteranizm w Ostródzie wiąże się z zaprowadzeniem tego wyznania jako religii państwowej na terenie Prus Książęcych na mocy traktatu krakowskiego. Pierwszy ewangelicki duchowny dla miasta wyznaczony został w 1534, a urząd drugiego duchownego powołano w 1542 do obsługi wiernych mieszkających w pobliskich wioskach. Parafia posiadała dwa kościoły, którym była fara oraz sąsiadujący z nim tzw. kościół polski. Pierwszym duchownym parafii znanym z nazwiska był ks. Martin Altenhaus, o którym informacje pojawiały się w 1542.
Najdłużej urzędującym duchownym w historii parafii był ks. Johann Gottlob Schiffmann, który pełnił w niej posługę przez 44 lata.
Podczas okupacji miasta przez wojsko napoleońskie w 1807 obie świątynie przekształcone zostały na magazyny wojskowe, a nabożeństwa prowadzone były w budynku plebanii zboru niemieckiego.
Po 1817 i ogłoszeniu unii wyznań luterańskiego i reformowanego, parafia weszła w struktury Ewangelickiego Kościoła Unii Staropruskiej, zachowując jednak swój luterański charakter.
W 1817 parafia liczyła około 3600 wiernych, z czego większość zborowników stanowili Polacy. W okresie tym duchowny zboru polskojęzycznego obsługiwał również niemieckich wiernych. Najpierw prowadzone było niemieckojęzyczne nabożeństwo na farze, następnie polskojęzyczne w sąsiednim kościele polskim, a później nieszpory. W poniedziałki i piątki miały miejsce niemieckojęzyczne nabożeństwa tygodniowe. Prowadzono również posługi w kościołach wiejskich, do zboru polskiego należały filiały w Idzbarku, Ornowie, Tyrowie i Zwierzewie.
W latach 1835–1848 duszpasterzem parafii był ks. Gustaw Gizewiusz, który działał w celu ochrony posługiwania się językiem polskim, a także zachowania mazurskiej tradycji i folkloru.
Opiekunem zboru polskiego był w okresie 1876-1883 ks. Gustav Agathon Harnoch, który został autorem Kroniki i statystyki kościołów ewangelickich w prowincjach Prusy Wschodnie i Prusy Zachodnie wydanej w 1890. Według statystyki tej miasto zamieszkiwało 11 150 ewangelików, z czego 5 000 osób było narodowości polskiej, natomiast w powiecie ostródzkim było 46 273 luteran, w tym 25 985 Polaków. W 1893 w parafii pracowało trzech duchownych, pięć diakonis, jeden diakon i pracownica do spraw młodzieży.
W końcu XIX rozpoczęło się uprzywilejowanie języka niemieckiego, od 1890 wszystkie nabożeństwa odbywające się w czwartą niedzielę były prowadzone po niemiecku. Na początku XX wieku zaprzestano sprawowania nabożeństw polskich.
W związku z ciągłym zwiększaniem się liczby wiernych związanym z rozwojem Ostródy, podjęta została decyzja o budowie nowej świątyni. Prace rozpoczęto w 1907, a 31 sierpnia 1909 budowla została poświęcona przez ks. superintendenta Brauna. Nowy Kościół Miejski w Ostródzie posiadał 1420 miejsc siedzących, co jednak w większe święta było niewystarczające dla zboru. Stary kościół farny został przeznaczony do użytku zborowników z terenów wiejskich. W 1910 w celu pozyskania miejsca pod budowę nowej plebanii wyburzony został kościół polski.
W 1945 stara fara została zniszczona, z kościoła pozostały jedynie ruiny.
Po II wojnie światowej działalność misyjną na tym terenie rozpoczęli również metodyści, którzy w 1945 zajęli Kościół Miejski oraz plebanię, a tym samym parafia ewangelicko-augsburska została pozbawiona własnej siedziby. W związku z powojennymi prześladowaniami ludności mazurskiej i protestanckiej nastąpiło znaczne zmniejszenie się liczby wiernych spowodowane wyjazdami oraz konwersjami na katolicyzm.
W 1946 opiekę nad wiernymi z Ostródy przejął ks. Edmund Friszke z parafii w Olsztynie. Pierwszy stały duchowny luterański dla miasta po zakończeniu wojny został mianowany w 1951. 12 października 1952 pierwszym powojennym proboszczem został ks. Tadeusz Bogucki. Pozwoliło to na przywrócenie sprawowania regularnych nabożeństw.
W 1974 między zborem luterańskim a metodystycznym została podpisana ugoda, na mocy której budynek kościoła ewangelickiego w Ostródzie pozostał własnością parafii metodystycznej, ale był współużytkowany przez oba wyznania. Jednak w związku ze stosunkiem ówczesnych władz państwowych do Mazurów, kontynuowana była emigracja wiernych do krajów Europy Zachodniej. Od 1972 pracę w parafii rozpoczął ks. Alfred Tschirschnitz, wybrany następnie na stanowisko proboszcza.
Od 9 stycznia 1993 wikariuszem parafii został ks. Ryszard Pitruski, który 1 stycznia 1997 objął stanowisko proboszcza-administratora, a 28 października 2001 – proboszcza. Zginął w wypadku samochodowym 22 lipca 2007, a administratorem parafii został ks. Waldemar Kurzawa. 1 maja 2010 na proboszcza-administratora mianowany został ks. Wiesław Suchorab, a następnie w latach 2011–2013 parafią administrował ks. biskup Rudolf Bażanowski.
W 2011 w ramach wynagrodzenia za utracone nieruchomości parafia pozyskała od starostwa powiatowego budynek dawnego sądu rejonowego, który z dniem 14 czerwca 2013 na mocy decyzji Konsystorza stał się jej oficjalną siedzibą.

### Filiały

#### Iława

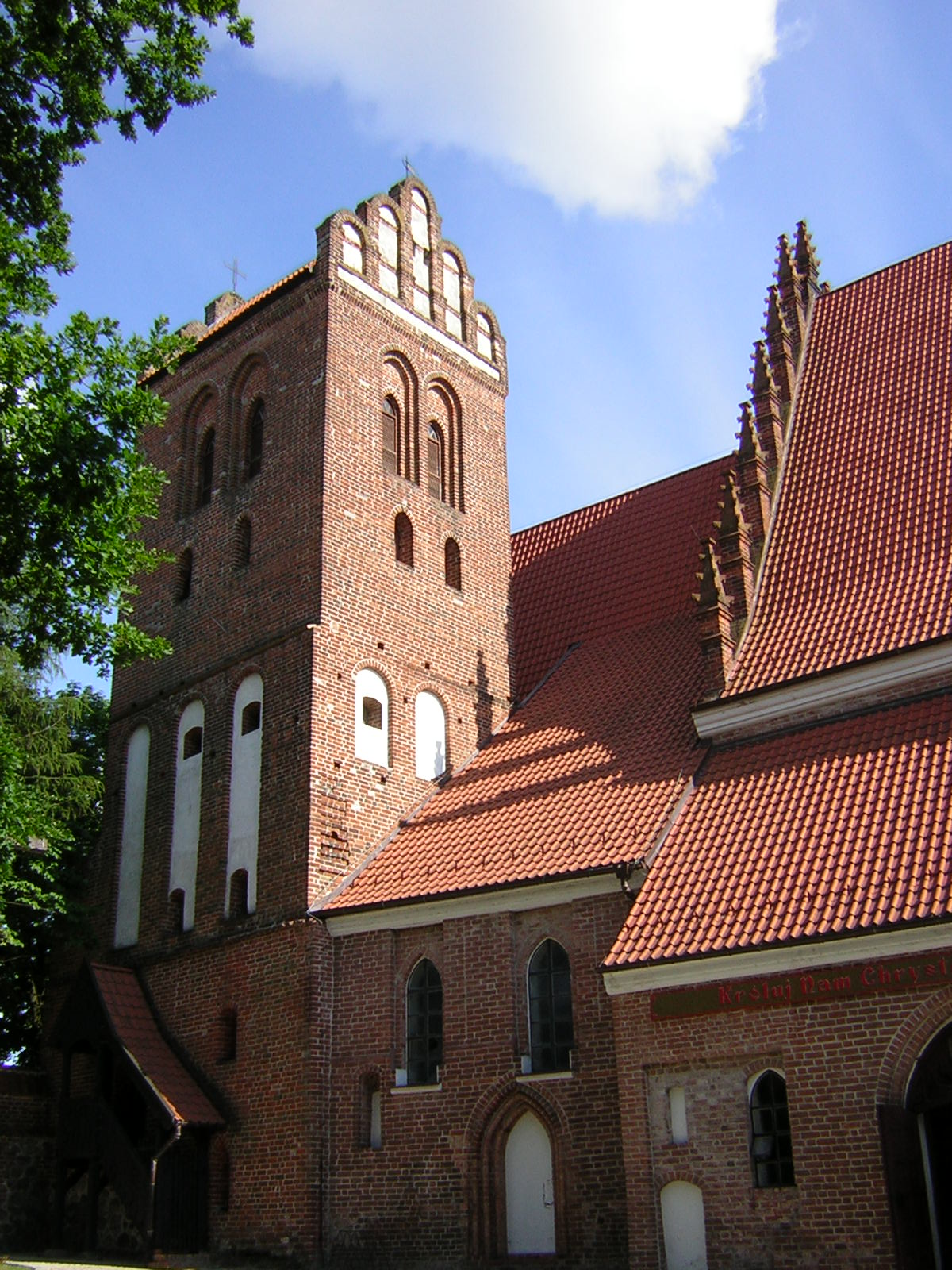
Dawny kościół ewangelicki w Iławie

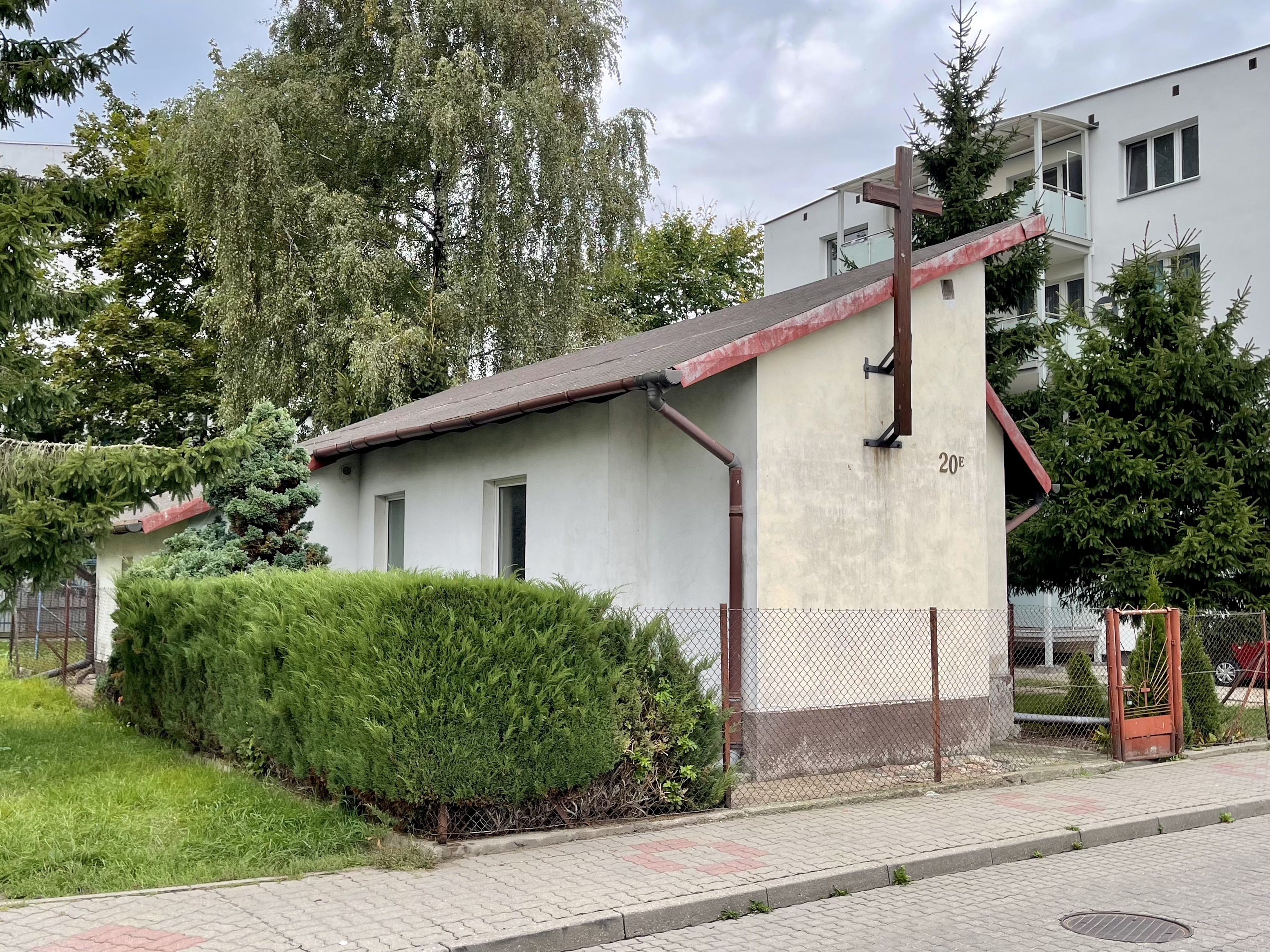
Obecna kaplica ewangelicka w Iławie

Po sekularyzacji Prus w 1525 pierwszym duchownym ewangelickim w Iławie został ks. Georg Zinck. Podczas jego urzędowania doszło do wyprzedaży wyposażenia miejscowego kościoła w związku z ciążącymi na nim długami spowodowanymi przez starostę Paula Fasolta. Od 1540 była zgłaszana potrzeba powołania osobnego duchownego do pełnienia posług duszpasterskich dla ludności polskojęzycznej, co nastąpiło dopiero w późniejszym okresie.
Następcą ks. Zincka był w latach 1552–1553 ks. Benedykt Morgenstern. Ustąpił jednak ze stanowiska jako przeciwnik nauki głoszonej przez Andreasa Osiandera, którego zwolennikiem pozostawał miejscowy książę.
W związku z trudną sytuacją finansową miasta, w 1673 stan techniczny kościoła oraz budynków parafialnych określany był jako bardzo zły. Konsystorz zarzucał proboszczowi ks. Salomonowi Hermsonowi zaniedbywanie parafii w związku z angażowaniem się w pomoc dla wiernych z terenu Rzeczypospolitej, którzy w wyniku kontrreformacji pozbawieni byli własnych duchownych. Ksiądz Hermson wyjechał do parafii Nejdorf-Nebrow.
W latach 1704–1749 stanowisko proboszcza pełnił ks. Johann Linckner, który zajmował się pracą misyjną pośród katolickiej ludności osiedlającej się na terenie miasta, nie posiadającej własnych duszpasterzy.
Na początku XX wieku do parafii należało około 7000 wiernych, z czego 1% posługiwał się językiem polskim. W latach 1902–1903 powstał nowy budynek plebanii. W 1912 zaprzestano organizowania polskich nabożeństw. W latach 20. XX wieku miasto wraz z okolicznymi miejscowościami zamieszkiwało 12 100 luteran.
Po II wojnie światowej świątynię ewangelicką przejął kościół rzymskokatolicki, od 1946 jest ona w posiadaniu oblatów. W efekcie wysiedleń doszło również do spadku ilości parafian. Część miejscowych ewangelików weszła ponadto w struktury Kościoła Metodystycznego.
W związku z brakiem własnej świątyni, 1 listopada 1947 na mocy decyzji Ministerstwa Ziem Odzyskanych na rzecz ewangelików przekazany został, nieużytkowany wobec wybudowanej w 1933 nowej świątyni, stary kościół rzymskokatolicki Niepokalanego Poczęcia Najświętszej Marii Panny. Luteranie od około 1949 utworzyli osobny zbór Kościoła Ewangelicko-Augsburskiego, nad którym opiekę sprawowała parafia w Olsztynie z ks. Edmundem Friszke.
Senior Friszke administrował zborem do 31 lipca 1957, a z dniem 1 sierpnia tego roku funkcję administratora powierzono ks. Pawłowi Kubiczkowi. Już w grudniu tego roku miejscowi wierni zwrócili się jednak z prośbą do seniora diecezji o zamianę administratora na ks. Franciszka Dudę z Ostródy. 
Wobec konieczności rozbiórki kościoła użytkowanego w tym czasie przez zbór, w 1962 wyrażono zgodę na przystosowanie do pełnienia funkcji religijnych budynku przy ul. Kościuszki, w którym urządzona została kaplica. Zrzeczono się również prawa do obecnej świątyni.
Od lipca 1967 parafia została zdegradowana do stacji kaznodziejskiej podległej parafii ostródzkiej, której proboszczem był wówczas ks. Duda. Według stanu z 1969 stacja ta liczyła 120 wiernych. Opiekę nad Iławą objął w 1970 nowy proboszcz w Ostródzie, ks. Edmund Schmidt. W sierpniu 1971 wobec jego wyjazdu, administratorem parafii ostródzkiej został ks. Duda, będący wówczas proboszczem w Olsztynie. Po powołaniu na stanowisko wikariusza ks. Alfreda Tschirschnitza, 3 grudnia 1972 został on skierowany do pracy w Iławie. 
W końcu 1972 zbór w Iławie liczył 88 członków, a do 1978 liczba ta zmalała do 30 osób.
Ksiądz Tschirschnitz pełnił posługę wśród iławskich ewangelików do 1991, kiedy to rozpoczął pracę w parafii w Szczytnie. Wówczas do Ostródy skierowany został na praktykę kandydacką Ryszard Pitruski. Po ordynacji na księdza objął stanowisko wikariusza, a następnie proboszcza. Sprawował on opiekę nad wiernymi z Iławy do śmierci w lipcu 2007. Kolejnym duszpasterzem iławskich zborowników od października 2007 do kwietnia 2010 był ks. Sebastian Kozieł. Następnie miasto odwiedzali ks. Wiesław Suchorab, ks. Łukasz Gaś i ks. Rafał Dawid. Od 2013 do Iławy dojeżdża proboszcz parafii, ks. Wojciech Płoszek.
W 2019 zbór liczył 33 wiernych.

#### Łęguty

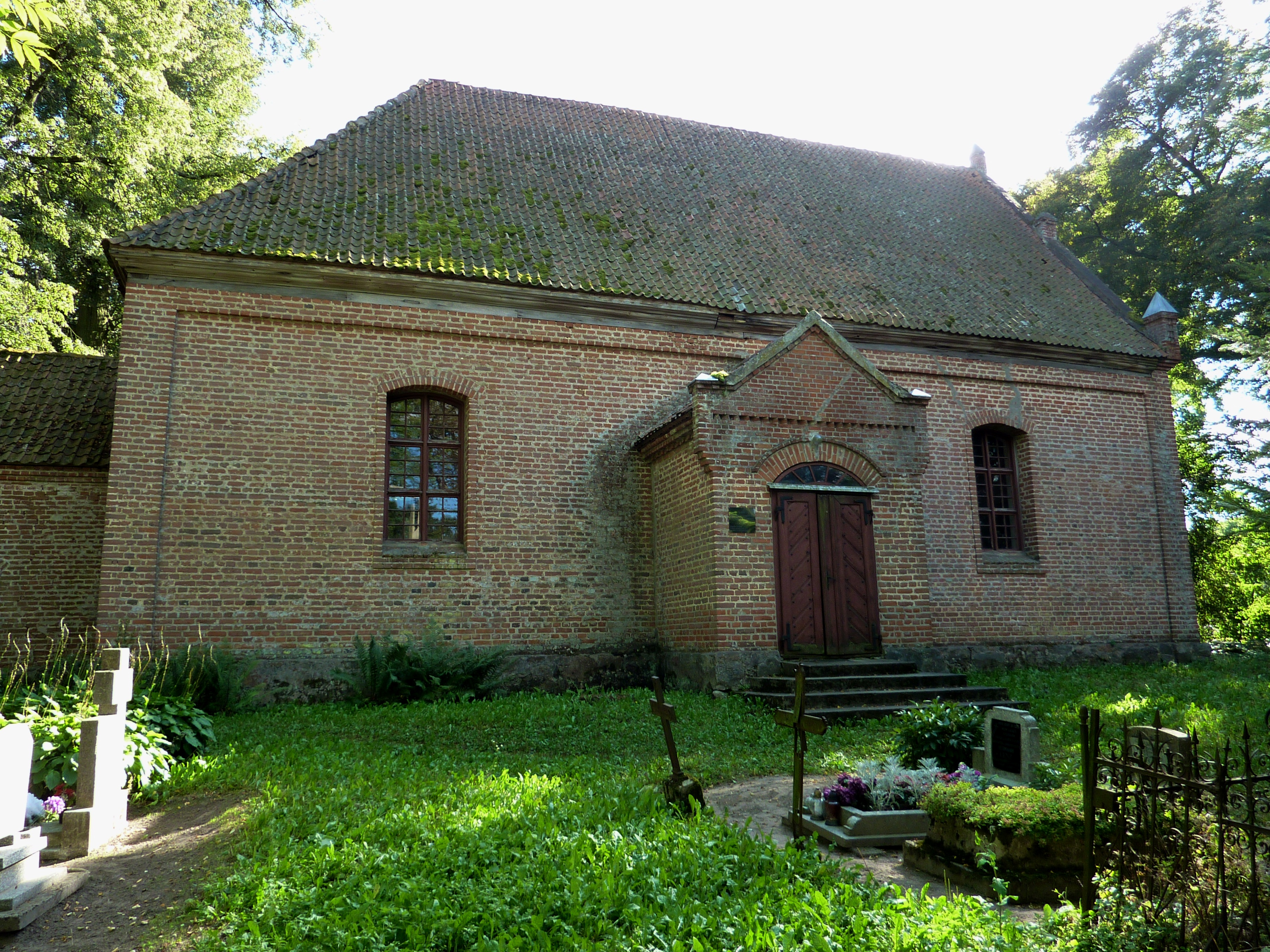
Kościół ewangelicki w Łęgutach

Wzmianki o pierwszym drewnianym kościele ewangelickim w Łęgutach pochodzą z 1591, proboszczem parafii był ks. Martin Aurifaber. W późniejszym okresie miejscowy zbór został włączony w struktury parafii w Łukcie.
Nowa, murowana świątynia powstała w latach 1737–1738, kościół poświęcony został 2 czerwca 1738.
W latach 20. XX wieku parafia liczyła 1200 wiernych. Nie posiadała własnego duszpasterza i dalej była administrowana przez proboszcza parafii w Łukcie.
W czasie II wojny światowej budynek kościoła został przekształcony w stajnię dla wojska radzieckiego. Po zakończeniu wojny do 1947 nabożeństwa w Łęgutach były prowadzone przez hrabiego Hansa von Lehndorffa, działającego w okresie III Rzeszy w Kościele Wyznającym. Administrację nad zborem przejęła parafia w Olsztynie z proboszczem Edmundem Friszke, a łęguckimi wiernymi opiekowała się w latach 1947–1948 diakon Irena Goller. W 1948 parafia liczyła 335 wiernych.
W okresie od sierpnia 1952 do maja 1954 administratorem parafii pozostawał ks. Edward Busse z parafii Mańki. W 1954 łęgucka parafia liczyła 350 wiernych, a w połowie ten roku administracja nad zborem przeszła z powrotem w ręce ks. Friszke. W pracy duszpasterskiej w Łęgutach wspierany był do marca 1957 przez dk. Horsta Golluba. 
Po 1956 nastąpił spadek liczby członków zboru, związany między innymi z wyjazdami w ramach akcji łączenia rodzin. W latach 1957–1959 parafia ponownie  obsługiwana była przez duszpasterza parafii w Mańkach, ks. Józefa Kułaka. 
W 1968 Łęguty zostały stacją kaznodziejską poległą parafii w Olsztynie. Według ówczesnej statystyki liczyły 120 wiernych. Od 1989 administracyjnie przeszły pod zarząd parafii w Ostródzie. Kiedy w 1991 został skierowany tam na praktykę kandydacką ks. Ryszard Pitruski, rozpoczął obsługę duszpasterską Łęgut. Po jego śmierci w 2007 do wsi dojeżdżał do kwietnia 2010 ks. Sebastian Kozieł, jego następcą został ks. Wiesław Suchorab, a od sierpnia 2013 - ks. Rafał Dawid. Od kiedy urząd proboszcza parafii objął w czerwcu 2013 ks. Wojciech Płoszek, został on również duszpasterzem ewangelików przynależących do filiału łęguckiego. 
Miejscowy kościół był w okresie od października 2001 do grudnia 2014 współużytkowany również przez katolików.

#### Morąg

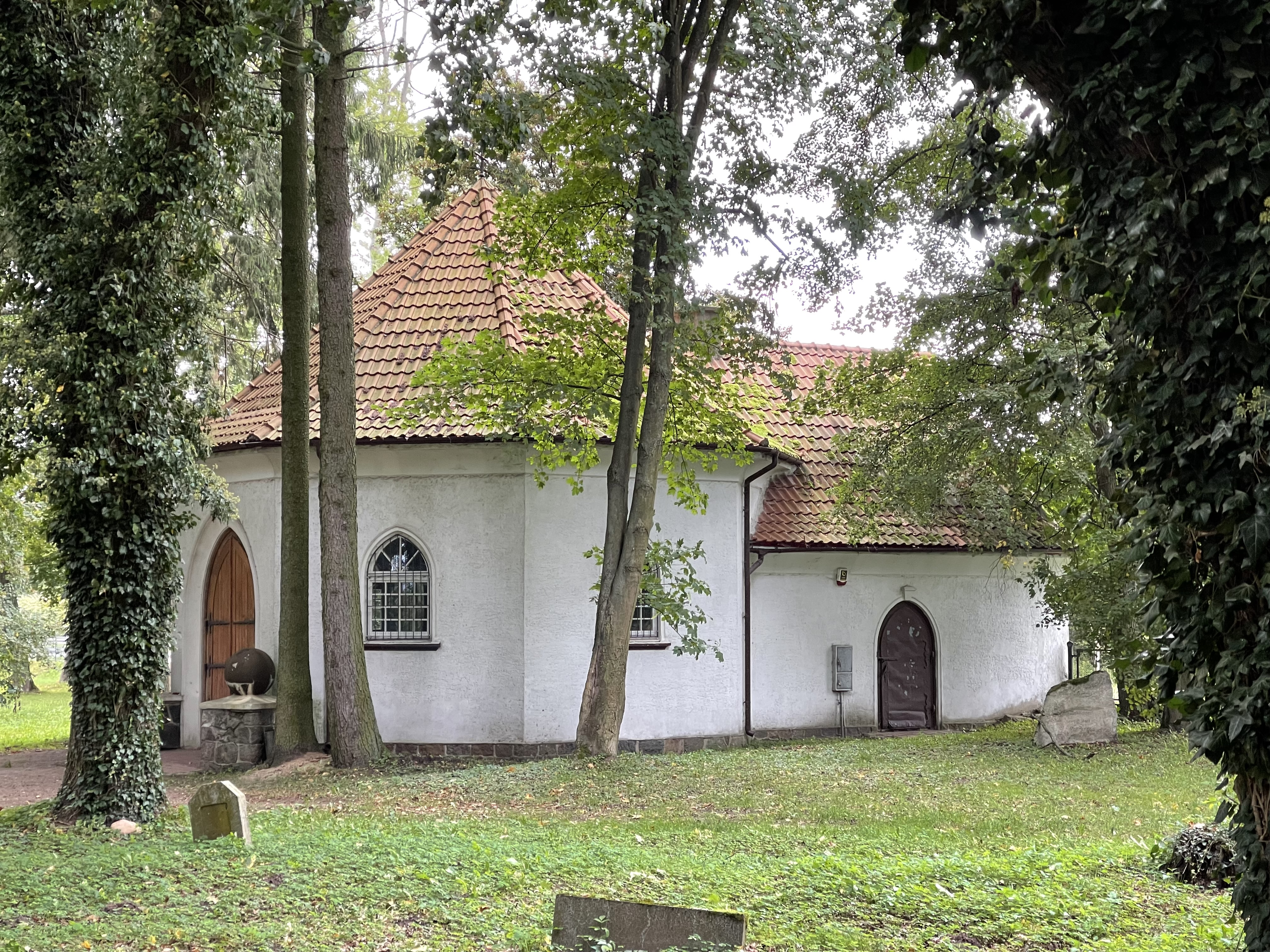
Dawna ewangelicka kaplica cmentarna w Morągu

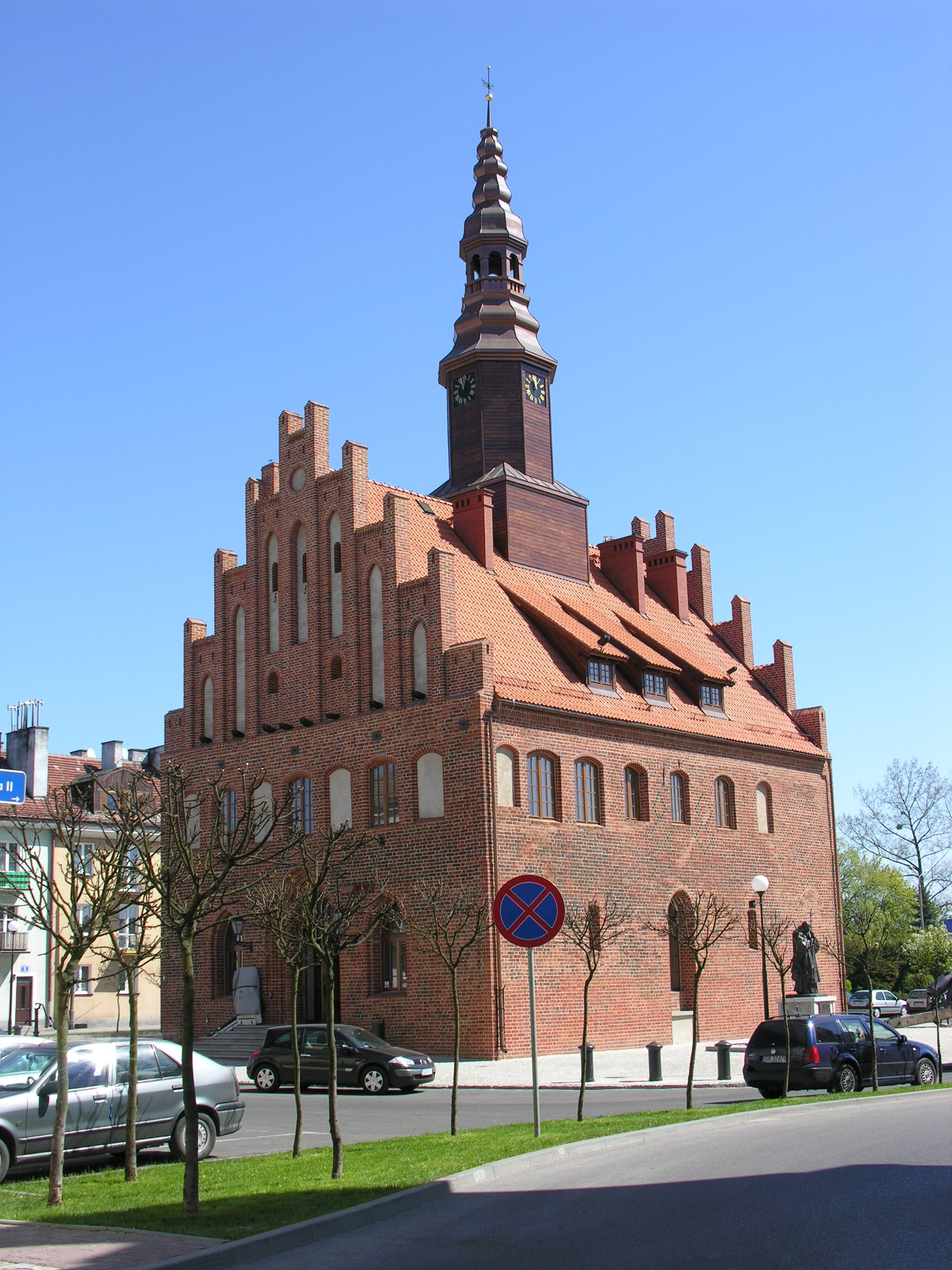
Ratusz w Morągu, miejsce prowadzenia nabożeństw ewangelickich od września 2024

W Morągu od czasów Reformacji działała parafia ewangelicka z kościołem św. Piotra i Pawła. W latach 20. XX wieku należało do niej 7800 wiernych. Znajdowała się tutaj stolica okręgu kościelnego, który poza miastem obejmował także parafie: Boguchwały, Chojnik, Florczaki, Kalnik, Książnik, Miłakowo, Sambród, Słonecznik, Strużyna (województwo warmińsko-mazurskie), Wenecja, Włodowo i Zajezierze.
Podczas II wojny światowej kościół został zniszczony. Po zakończeniu działań wojennych został wyremontowany, a następnie przejęty przez katolików, którzy utworzyli przy nim swoją parafię w 1945.
Parafia ewangelicka przed wojną była również właścicielem kaplicy cmentarnej, wybudowanej około 1926. Do Konsystorza Kościoła Ewangelicko-Augsburskiego w RP w dniu 2 listopada 1946 zostało skierowane pismo wystosowanie przez Zarząd Wojewódzki ZWM z informacją o zamiarze objęcia kaplicy w użytkowanie przez tę instytucję. W związku z tym nie doszło do przekazania jej ewangelikom.
Według danych miejscowego starostwa powiatowego z 1948 w mieście zamieszkiwało 61 luteran, a w całym powiecie 1262. Dwa lata później działał już tutaj zorganizowany zbór, nad którym pieczę do kwietnia 1953 sprawował ks. dk. Edmund Szajer z parafii Stary Dzierzgoń, służbę pełniła tu również diakonisa Monika Gerke. Nie posiadano jednak własnej świątyni. Członkowie zboru byli niechętni księdzu Szajerowi, ponieważ ten zaniedbywał posługi duszpasterskie w mieście. Powstałe antagonizmy łagodziła siostra Gerke.
W kwietniu 1953 administrację nad wiernymi z Morąga przejął ks. senior Edmund Friszke. W tym samym roku na rzecz luteran przeszła kaplica i cmentarz w pobliskiej miejscowości Nowy Dwór. Rozpoczęto tam sprawowanie nabożeństw, w których udział brali początkowo również wierni z terenu miasta.
Według informacji z 1957 zbór w Morągu liczył 145 wiernych, a nabożeństwa prowadzone były już w miejscowej w kaplicy cmentarnej.
W 1959 administratorem Morąga został ks. Franciszek Duda. Zbór w 1961 został przekształcony w stację kaznodziejską parafii Zalewo, w której posługę duszpasterską pełnił ks. Erwin Kruczek. Rok później statystyka wiernych w Morągu wynosiła 72 osób. Od 1963 w kaplicy ewangelickiej odbywały się również nabożeństwa prawosławne.
We wrześniu 1964 stację kaznodziejską przyłączono do parafii w Ostródzie, gdzie stanowisko proboszcza pełnił wówczas ks. Franciszek Duda. Wraz z objęciem przez niego funkcji proboszcza parafii w Olsztynie w 1968, tam też została przeniesiona administracja nad Morągiem. W tym czasie zbór liczył 90 wiernych.
28 marca 1972 na mocy obustronnego porozumienia kaplica stała się własnością jedynie kościoła prawosławnego, jednak podpisana została umowa na korzystanie z niej również przez ewangelików.
Od 1988 Morąg został ponownie włączony w skład parafii w Ostródzie jako jej stacja kaznodziejska. Według danych z 2019 miejscowy zbór liczył około 30 wiernych.
Od września 2024 nabożeństwa w Morągu prowadzone są w sali ślubów zlokalizowanej na parterze dawnego ratusza miejskiego przy placu Jana Pawła II.

#### Pasłęk

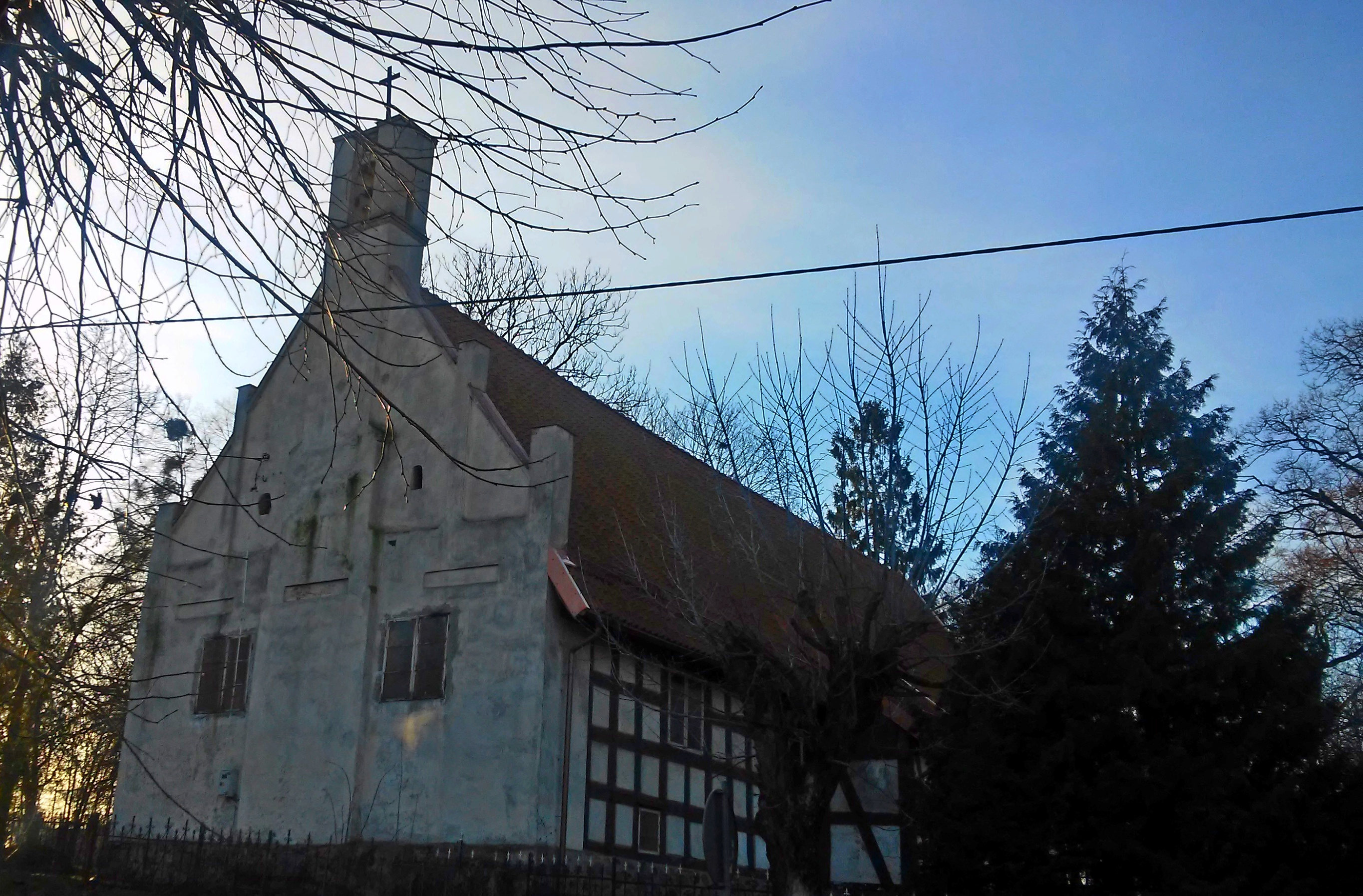
Kościół św. Jerzego w Pasłęku

Parafia w Pasłęku z kościołem św. Bartłomieja przeszła na luteranizm wraz z sekularyzacją Prus w 1525. Parafia posiadała również kaplicę szpitalną, późniejszy kościół św. Jerzego. Od 1534 szkoła miejska była prowadzona przez duchownego parafii, co trwało aż do 1840. W 1592 dawna świątynia szpitalna została przekształcona w kaplicę cmentarną.
W okresie wojen napoleońskich kościół na cmentarzu został zamieniony na spichlerz.
W latach 20. XX wieku do parafii należało 6200 wiernych, z czego w samym mieście zamieszkiwało 5100 z nich. Parafia obejmowała również ponad dwadzieścia pobliskich miejscowości. Na jej terenie działo osiem szkół.
Po zakończeniu II wojny światowej, wobec odebrania im dotychczasowego kościoła parafialnego, miejscowi ewangelicy od 12 września 1948 odprawiali nabożeństwa w kościele św. Jerzego, który stał się świątynią filiału podległego parafii w Olsztynie. Jednocześnie władze przydzieliły go również wiernym wyznania prawosławnego, prawo do używania kościoła wyłącznie przez ewangelików uzyskano dzięki zabiegom seniora diecezji oraz innych księży.
4 listopada 1948 na mocy uchwały Konsystorza Kościoła Ewangelicko-Augsburskiego w RP została reaktywowana parafia ewangelicka w Pasłęku, administrowana przez ks. Alfred Jaguckiego. W tym okresie na terenie miasta zamieszkiwało około 100 ewangelików, a w na terenie powiatu - 500.
W 1949 zbór przeszedł pod zarząd Parafii w Mikołajkach, a posługi w Pasłęku pełnił jej proboszcz, ks. Władysław Pilch. W 1952 Pasłęk powrócił pod administrację parafii olsztyńskiej z administratorem w osobie proboszcza ks. Edmunda Friszke.
Liczba wiernych malała od 1956 w wyniku akcji łączenia rodzin i wyjazdów do RFN. Według statystyki z 1957 zbór liczył 95 wiernych, z czego 35 osób opłaciło składkę parafialną. W roku tym miało miejsce 9 chrztów i 4 pogrzeby. Rok później zbór posiadał 93 oficjalnych członków, jednak część pozostałych wiernych nie była zewidencjowana w parafialnych księgach.
W 1960 administrację objął ks. Franciszek Duda, a po nim do września 1964 - ks. Erwin Kruczek z parafii Zalewo, który czynił starania w celu pozyskania środków na remont miejscowej świątyni z funduszu Bratniej Pomocy im. Gustawa Adolfa. Na stanowisku administratora zastąpił go ponownie ks. Duda.
Na mocy porozumienia z dnia 18 grudnia 1965 zdecydowano o współużytkowaniu miejscowego kościoła ewangelickiego przez luteran i prawosławnych, w związku z czym połowa świątyni stała się cerkwią św. Onufrego.
Od lipca 1967 parafia pasłęcka została zdegradowana do stacji kaznodziejskiej w strukturach parafii w Olsztynie. W 1988 stacja przyłączona została do jako filiał do parafii w Ostródzie. Zbór liczył wówczas 50 wiernych. 
Podział prawny budynku kościoła między parafię ewangelicką i prawosławną nastąpił w 1991.

## Działalność
Od 1 października 2016 stanowisko proboszcza pełni ks. Wojciech Płoszek (uprzednio od 1 stycznia 2015 proboszcz-administrator).
Nabożeństwa w Ostródzie w niedziele i święta prowadzone są w kaplicy ewangelickiej zlokalizowanej w budynku parafialnym przy ul. Olsztyńskiej 1. W Wielki Piątek, Wigilię oraz podczas innych specjalnych okazji nabożeństwa odbywają się w kościele ewangelickim przy ul. Sienkiewicza, będącym własnością parafii kościoła ewangelicko-metodystycznego.
Nabożeństwa w filiałach odbywają się:
- Iława – w drugą i czwartą niedzielę miesiąca oraz w święta w kaplicy przy ul. Kościuszki 20E[20][21].
- Łęguty – w drugą niedzielę miesiąca w okresie od kwietnia do października w kościele ewangelickim[20][21].
- Morąg – w pierwszą niedzielę miesiąca oraz w święta w sali ślubów Ratusza w Morągu[16][17].
- Pasłęk – w trzecią niedzielę miesiąca oraz w święta w kościele św. Jerzego[20][21].

Parafia w Ostródzie prowadzi lekcje religii, godziny biblijne, koło pań oraz spotkania dla osób zainteresowanych luteranizmem.
Od marca 2014 działa Ewangelickie Stowarzyszenie Syloe prowadzące przy parafii stację socjalną, wypożyczalnię sprzętu rehabilitacyjnego oraz organizujące szkolenia z opieki nad osobami chorymi i niepełnosprawnymi.
Parafia włącza się w działalność kulturalną poprzez organizację koncertów, konferencji, wykładów oraz Dni Gizewiusza, corocznych festiwali kultury ewangelickiej na Mazurach Zachodnich. Prowadzi współpracę z Muzeum w Ostródzie oraz innymi miejskimi instytucjami kulturalnymi, wraz z którymi przeprowadza wspólne projekty.